# Салгейру, Тереза
Тереза Салгейру (порт. Teresa Salgueiro, при рождении Мария Тереза де Альмейда Салгейру, порт. Maria Teresa de Almeida Salgueiro; род. 8 января 1969, Амадора, Большой Лиссабон) — португальская исполнительница, вокалистка группы Madredeus (1987-2007), после ухода из которой начала сольную карьеру. Также известна своими ролями в фильмах Вима Вендерса, в частности, ролью в фильме «Лиссабонская история».

## Биография
Тереза Салгейру с семнадцати лет выступала в группе Madredeus, вместе с которой она провела более тысячи концертов. Всего в мире продано более пяти миллионов копий альбомов коллектива с вокалом Терезы Салгейру.
В 2007 году покинула группу и занялась сольной карьерой. Первый сольный альбом «Obrigado» был выпущен в 2005 году, когда вокалистка ещё не покинула ряды коллектива, совместно с рядом известных музыкантов и исполнителей: Хосе Каррерасом, Каэтану Велозу и другими.
В 2007 году участвовала в качестве ведущей солистки на альбоме польского композитора Збигнева Прайснера «Silence Night and Dreams».
Через год Тереза Салгейру выпустила альбом «Matriz», в котором попыталась совместить различные музыкальные направления португальских регионов. С ним она выступила в странах Европы и Африки.
Альбом 2011 года «O Mistério» Тереза Салгейру записала после пребывания в монастыре Аррабида на территории одноименного португальского природного парка.

## Сольная дискография
- 2006 Obrigado (Thank You)
- 2007 Você e Eu (You and Me)
- 2007 La Serena
- 2007 Silence, Night and Dreams
- 2009 Matriz (Matrix)
- 2012 O Mistério (The Mistery)